# Ursina Anderegg
Ursina Anderegg (* 1981 im Kanton Aargau) ist eine Schweizer Politikerin (Grüne bzw. Grünes Bündnis). 2024 wurde sie in die Berner Stadtregierung gewählt und steht dort seit Anfang 2025 der Direktion für Bildung, Soziales und Sport (BSS) vor. Von 2016 bis 2024 gehörte sie dem Berner Stadtrat an. 

## Biografie
Ursina Anderegg wuchs in Ehrendingen auf und arbeitete später u. a. als stellvertretende Leiterin der Abteilung für Chancengleichheit der Universität Bern. Vom 14. Januar 2016 bis am 31. Dezember 2024 war sie Mitglied im Berner Stadtrat. 2018 wurde sie Co-Präsidentin des Grünen Bündnisses. Im Januar 2024 wurde sie von ihrer Partei als Kandidatin für die Berner Stadtregierung nominiert und am 24. November 2024 als Nachfolgerin von Franziska Teuscher in das fünfköpfige Gremium (Gemeinderat) gewählt. Seit dem 1. Januar 2025 steht Ursina Anderegg der Direktion für Bildung, Soziales und Sport der Stadt Bern vor.
Am 6. Mai 2025 schloss Ursina Anderegg als eine ihrer ersten Amtshandlungen die zweisprachigen Klassen Deutsch-Französisch (ClaBi), die 2009 von der Stadt Bern eingerichtet worden waren.
Ursina Anderegg wohnt in Bern.